# Мазуренко, Марк Ерофеевич
Марк Ерофе́евич Мазуре́нко (25 апреля (7 мая) 1869 — не ранее 1923) — русский офицер, полковник (1916), Георгиевский кавалер, генерал-хорунжий армии УНР (1920).

## Биография
Из мещан Подольской губернии. Родился в губернском городе Каменец-Подольском. Православного вероисповедания.
Общее образование получил в Варшавском реальном училище (курс не окончил).

### Служба в русской армии
В военную службу вступил 24 июля 1887 года рядовым на правах вольноопределяющегося 2-го разряда и в следующем году был командирован на учёбу в Одесское пехотное юнкерское училище, полный курс которого окончил в 1890 году по 1-му разряду; выпущен подпрапорщиком в 28-й пехотный Полоцкий полк (город Петроков, Царство Польское) и в ноябре 1890 года произведен в подпоручики
В июне 1895 года был произведен (на вакансию) в поручики, затем, за выслугу лет, в октябре 1900 года — в штабс-капитаны и в сентябре 1905 — в капитаны.
В апреле 1907 года переведен в 8-й стрелковый полк (город Ченстохов Петроковской губернии, Царство Польское) и в мае того же года был назначен командиром 4-й роты полка.
До 1914 года в военных кампаниях не участвовал. Был женат на уроженке Келецкой губернии (Царство Польское) лютеранского вероисповедания, имел двух сыновей (1897 и 1900 годов рождения).
Участник Первой мировой войны. В первые дни войны выступил на австрийский фронт в составе своего 8-го стрелкового полка 2-й стрелковой бригады, развёрнутой вскоре в дивизию. Командовал ротой, затем батальоном, был заместителем командира полка по строевой части. Был трижды ранен: 10.08.1914 у Ксенжомыша (шрапнелью в лицо), 14.10.1915 у деревни Подгатье, летом 1916 (лечился в Тамбове до 24.09.1916).
В апреле 1915 года за отличия в делах против неприятеля был произведен в подполковники. В июле 1916 года произведен в полковники
В июле 1916 года назначен врио командующего 7-м стрелковым полком той же 2-й стрелковой дивизии; в феврале 1917 года — командующим 21-м стрелковым полком (6-я стрелковая дивизия), сформированным в начале 1917 года, в ходе усовершенствования структуры армии, из «лишних» четвёртых батальонов 5-го, 6-го и 7-го стрелковых полков.
В июне 1917 года назначен командующим 48-м запасным пехотным полком, расквартированным в уездном городе Одессе.
В октябре 1917 года назначен командующим формируемой в Одессе украинизированной стрелковой бригадой, перешедшей после Октябрьской революции 1917 года в подчинение украинской Центральной Рады, затем вошедшей в состав создаваемой армии Украинской народной республики под наименованием Одесская гайдамацкая бригада.

### Служба в украинской армии
Командовал Одесской гайдамацкой бригадой до её расформирования в январе 1918 года. Затем служил в вооружённых силах Украинской державы. С 1 октября 1918 года, в чине полковника,  — командир 3-го полка 1-й стрелковой казацкой («серожупанной») дивизии.
С 20 декабря 1918 года, после перехода власти к Директории УНР, полковник Мазуренко — помощник начальника 5-й пешей (пехотной) дивизии действующей армии УНР.
Участник Польско-украинской войны. 1 июня 1919 в Тернополе попал в плен к полякам.
Участник Советско-польской войны на стороне поляков в составе восстановленной армии УНР. По освобождении из плена, с 20 января 1920 — начальник 1-й запасной пехотной бригады армии УНР, с 18 мая 1920 года — начальник 2-й запасной пехотной бригады армии УНР. С 12 сентября 1920 года — помощник начальника 1-й пулемётной дивизии армии УНР. Был произведен в чин генерал-хорунжего украинской армии.
По окончании военных действий, с декабря 1920 года находился в польских лагерях для интернированных украинских военных. С 5 сентября 1921 года числился помощником начальника 5-й пехотной (Херсонской) дивизии интернированной армии УНР.
В 1922 или 1923 году освобождённый из лагерей для интернированных Марк Мазуренко решил воспользоваться амнистией, объявленной советским правительством всем, кто воевал с Красной армией, но не совершил тяжких преступлений, и вернулся на родину, в УССР, в родной город Каменец-Подольский, где был взят на учёт Каменец-Подольской губернской ЧК как бывший царский полковник и петлюровский генерал. Дальнейшая его судьба не известна.

## Награды
- Медаль «В память царствования императора Александра III» (1896)
- Орден Святого Станислава 3-й степени (06.12.1909; ВП от 11.04.1910)
- Медаль «В память 300-летия царствования Дома Романовых» (1913)
- Орден Святой Анны 3-й степени (06.12.1913; ВП от 11.05.1914)
- Орден Святого Станислава 2-й степени с мечами (ВП от 01.11.1914)
- Орден Святой Анны 4-й степени с надписью «За храбрость» (утв. ВП от 15.11.1915)
- Орден Святого Георгия 4-й степени (ВП от 30.12.1915), — …за то, что в бою 3-го мая 1915 года у д. Красне, будучи начальником боевого участка, с 6-ю ротами удерживал яростные атаки бригады австрийцев и не смутившись тем, что противник прорвал его левый фланг и зашел в тыл, сам перешел в контратаку и нанёс австрийцам поражение, захватил в плен 5 офицеров, 250 нижних чинов, занял и закрепил за собой с. Красне.[8]
- Георгиевское оружие (утв. ВП от 07.02.1916), — …за то, что в бою 28-го февраля 1915 года у д. Крживотулы-Нове, будучи тяжело раненым в предшествовавшем бою и оставшись в строю, искусно организовал наступление на сильно укрепленную позицию противника у выс. 329 и с изумительной энергией провел его в жизнь. Находясь под губительным ружейным и артиллерийским огнем, проявил исключительные храбрость, мужество и спокойствие и на редкость искусно пользуясь своим резервом, благодаря чему вверенный ему батальон прорвался сквозь 2 ряда проволочных заграждений и быстрым штыковым натиском выбил до 2-х батальонов противника, захватив в плен 3-х офицеров и 600 нижних чинов.[9]
- Высочайшее благоволение (ВП от 12.09.1916), — «…за отличия в делах против неприятеля»
- Орден Святого Владимира 4-й степени с мечами и бантом (утв. ВП от 24.11.1916)